# Oostenrijkse parlementsverkiezingen 2013
De eenentwintigste verkiezingen van de Nationalrat, het parlement van Oostenrijk, vonden op 29 september 2013 plaats.
Na een wetswijziging in 2007 is de parlementaire periode opgerekt van vier naar vijf jaar. Ook werd er een kiesdrempel van 4% ingevoerd waardoor het voor kleinere partijen moeilijker wordt om zetels in de Nationale Raad te veroveren.

## Deelnemende partijen
| Afbeelding | Afbeelding | Partij                                                                                                 | Ideologie                                                     | Lijsttrekker                         |
| ---------- | ---------- | --- | ------------------------------------------------------------- | ------------------------------------ |
|            |            | Sozialdemokratische Partei Österreichs (SPÖ) (Sociaaldemocratische Partij van Oostenrijk)              | Centrumlinks sociaaldemocratie, progressivisme                | Werner Faymann (bondskanselier)      |
|            |            | Österreichische Volkspartei (ÖVP) (Oostenrijkse Volkspartij)                                           | Centrumrechts christendemocratie, liberaal conservatisme      | Michael Spindelegger (vicekanselier) |
|            |            | Freiheitliche Partei Österreichs (FPÖ) (Vrijheidspartij van Oostenrijk)                                | Rechts rechts populisme, nationaal liberalisme, conservatisme | Heinz-Christian Strache              |
|            |            | Bündnis Zukunft Österreich (BZÖ) (Bond van de Toekomst voor Oostenrijk)                                | Rechts rechts populisme, nationaal liberalisme, conservatisme | Josef Bucher                         |
|            |            | Die Grünen - Die Grüne Alternative (GRÜNE) (De Groenen - Het Groene Alternatief)                       | Centrumlinks groene politiek, progressivisme                  | Eva Glawischnig-Piesczek             |
|            |            | Team Stronach (TS)                                                                                     | Rechts Euroscepsis, liberalisme, populisme                    | Frank Stronach                       |
|            |            | NEOS - Das Neue Österreich und Liberales Forum (NEOS) (NEOS - Het Nieuwe Oostenrijk en Liberale Forum) | Centrum liberalisme, centrisme, Europeanisme                  | Matthias Strolz                      |

## Lijsttrekkers

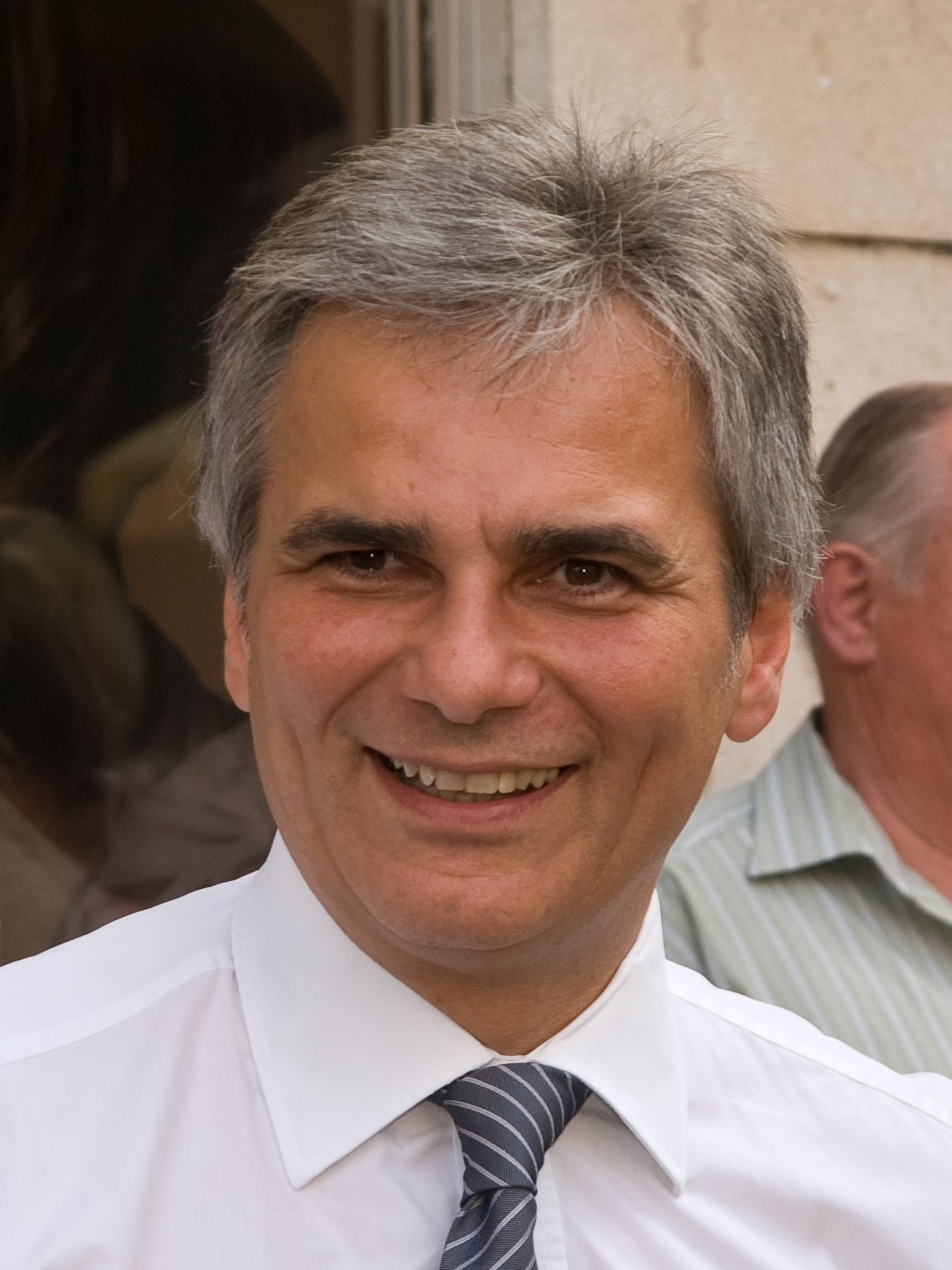
Werner Faymann (SPÖ)
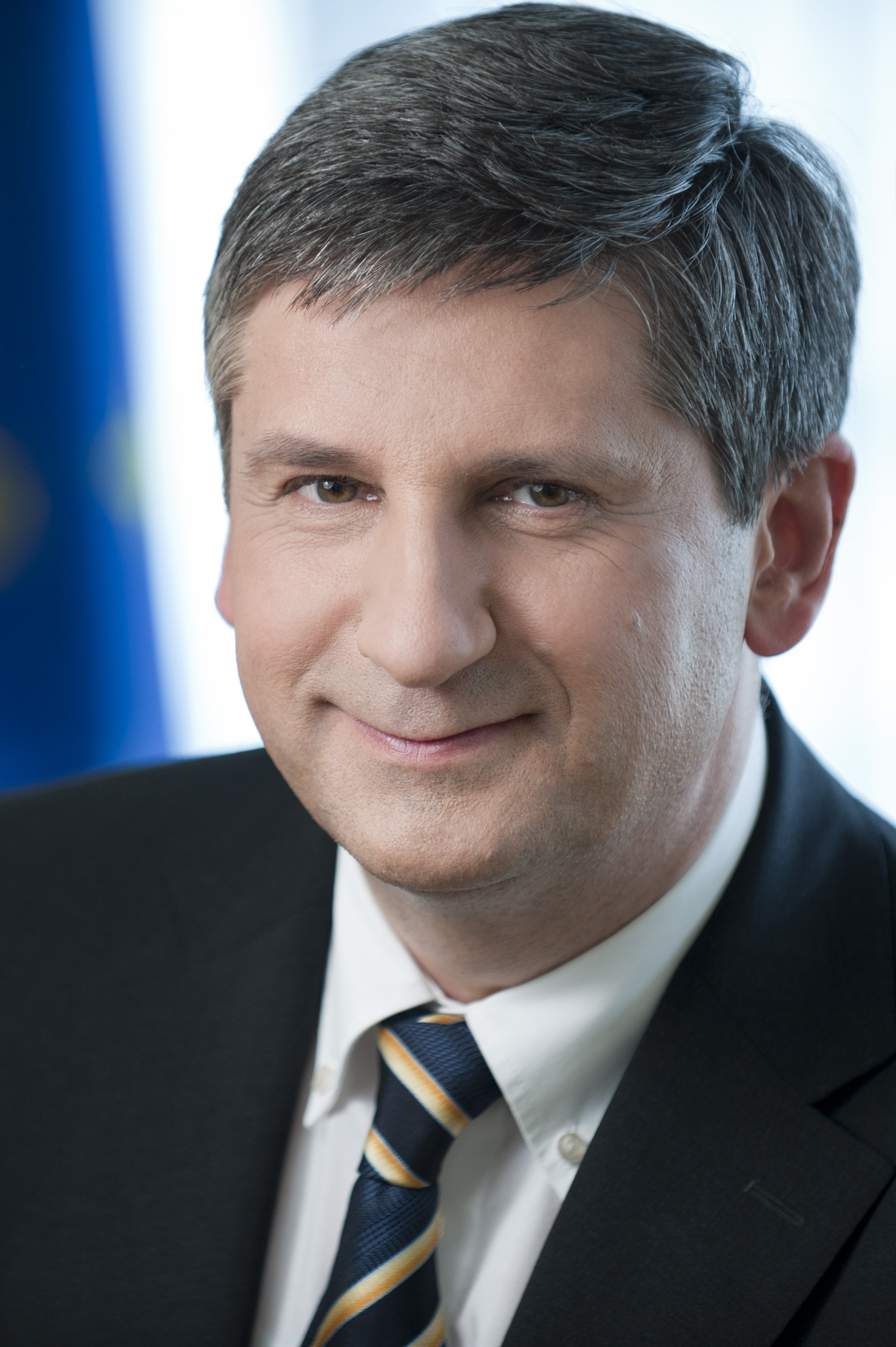
Michael Spindelegger (ÖVP)
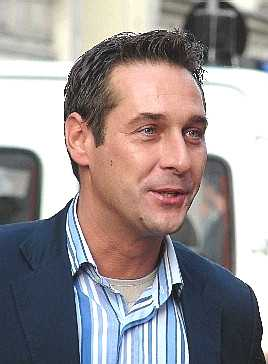
Heinz-Christian Strache (FPÖ)
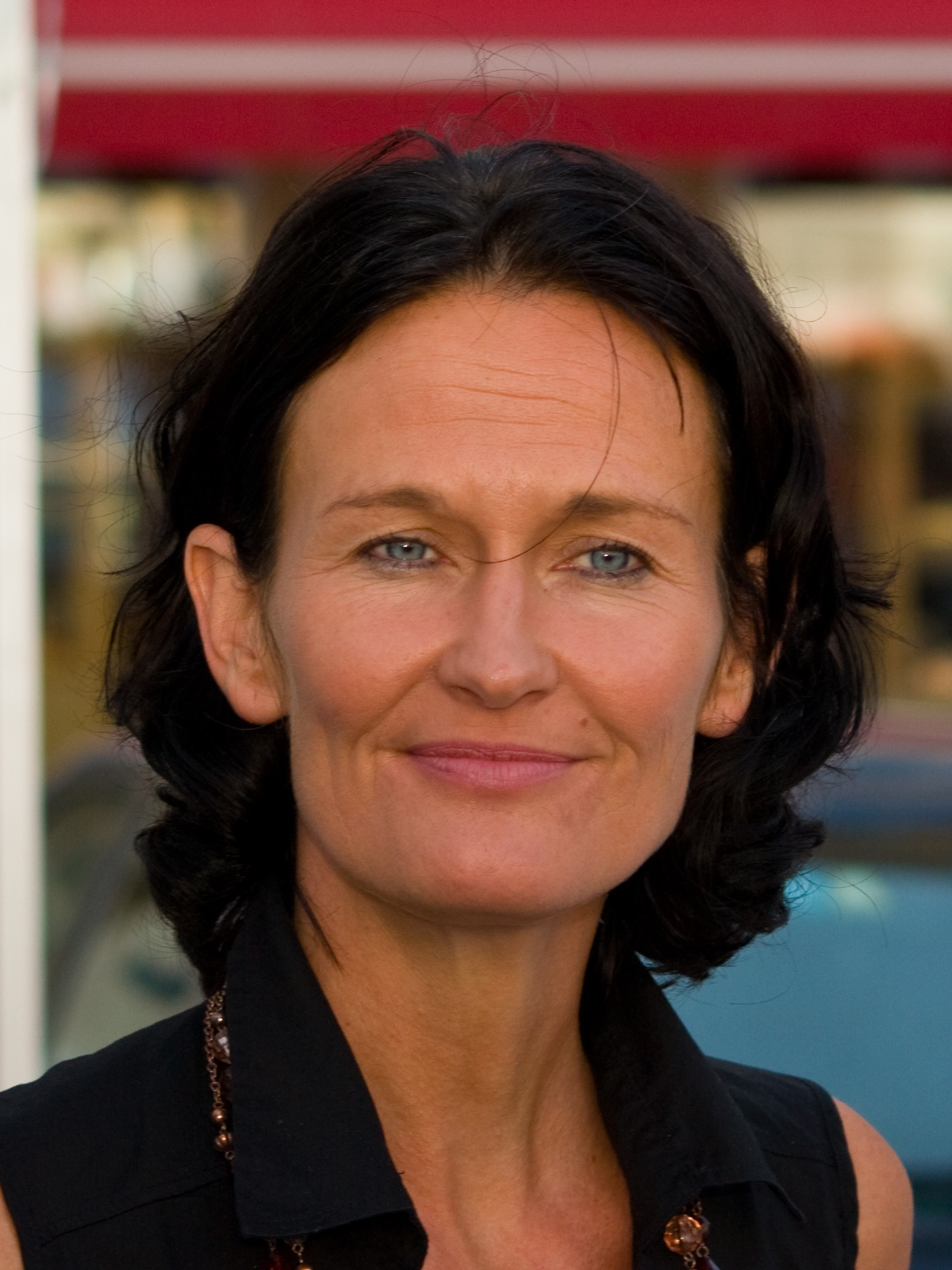
Eva Glawischnig (GRÜNE)
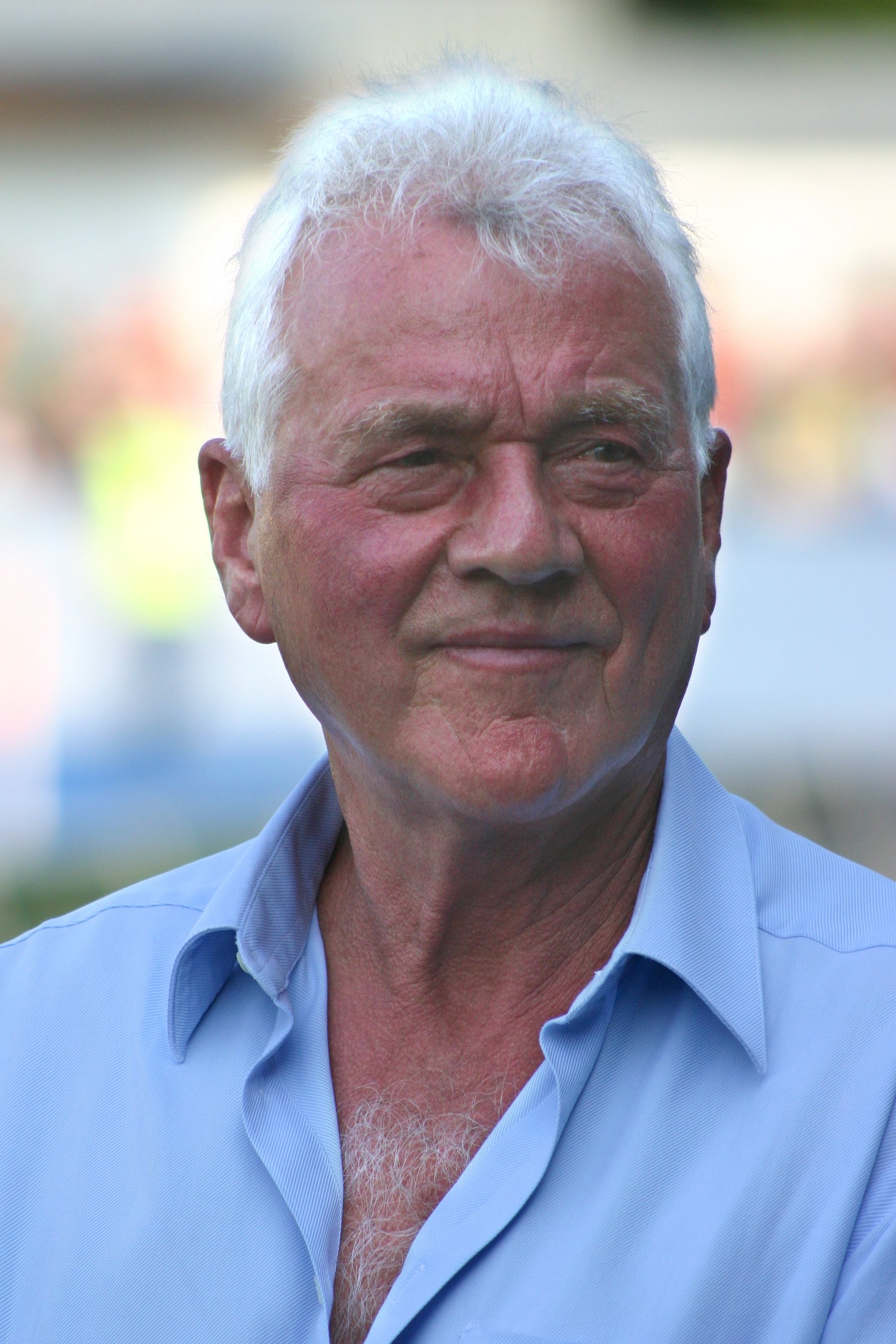
Frank Stronach (TS)
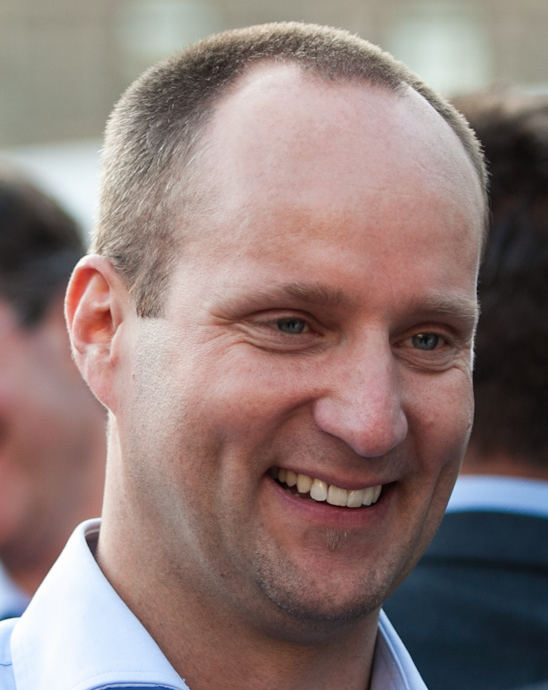
Matthias Strolz (NEOS)
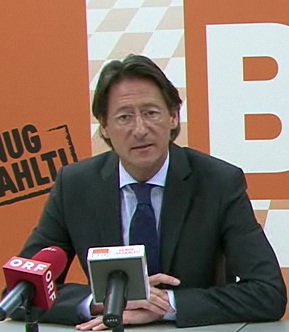
Josef Bucher (BZÖ)

## Peilingen

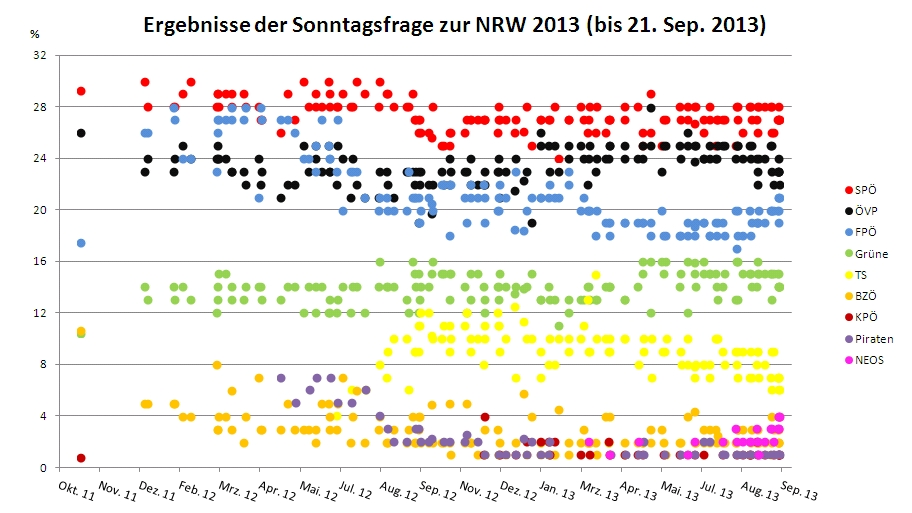

In alle peilingen voorafgaande aan de verkiezingen leidde de Sozialdemokratische Partei Österreichs (SPÖ).
| Peilingbureau/Bron                      | Datum      | SPÖ | ÖVP | FPÖ | GRÜNE | Stronach | BZÖ  | NEOS | PIRAT | KPÖ  | Anderen |
| --------------------------------------- | ---------- | --- | --- | --- | ----- | -------- | ---- | ---- | ----- | ---- | ------- |
| Gallup/Neos.eu[dode link]               | 23-09-2013 | 27% | 23% | 21% | 14%   | 6%       | 3%   | 4%   | 1%    | 1%   | -       |
| OGM/Kurier                              | 21-09-2013 | 27% | 22% | 21% | 14%   | 6%       | 4%   | 4%   | 1%    | 1%   | -       |
| Market/Der Standard                     | 20-09-2013 | 26% | 23% | 19% | 15%   | 7%       | 4%   | 3%   | 1%    | 1%   | 1%      |
| Gallup/Österreich                       | 20-09-2013 | 27% | 23% | 20% | 14%   | 7%       | 2.5% | 3.5% | 1%    | 1%   | 1%      |
| Karmasin/Heute[dode link]               | 20-09-2013 | 27% | 23% | 21% | 14%   | 7%       | 2%   | 3%   | 1.5%  | 1.5% | -       |
| Hajek/ATV                               | 19-09-2013 | 27% | 23% | 20% | 15%   | 7%       | 3%   | 3%   | 1%    | 1%   | 1%      |
| Meinunungsraum/Neos.eu[dode link]       | 19-09-2013 | 28% | 24% | 19% | 15%   | 7%       | 2%   | 4%   | -     | -    | 1%      |
| Market/Standard                         | 15-09-2013 | 26% | 22% | 20% | 15%   | 9%       | 3%   | 2%   | 1%    | 1%   | 1%      |
| Spectra/Oberösterreichische Nachrichten | 14-09-2013 | 26% | 23% | 20% | 13%   | 9%       | 4%   | 1.5% | -     | -    | 3.5%    |
| Karmasin/Profil                         | 14-09-2013 | 28% | 25% | 20% | 15%   | 6%       | 2%   | 3%   | -     | -    | 1%      |
| Gallup/Österreich[dode link]            | 13-09-2013 | 28% | 25% | 20% | 15%   | 7%       | 1%   | 3%   | 1%    | -    | -       |
| Gallup/Österreich                       | 06-09-2013 | 28% | 24% | 19% | 15%   | 8%       | 2%   | 2%   | 1%    | 1%   | -       |
| OGM/Kurier                              | 31-08-2013 | 27% | 24% | 20% | 15%   | 7%       | 3%   | 2%   | 1%    | -    | 1%      |
| Karmasin/Profil                         | 31-08-2013 | 28% | 24% | 20% | 15%   | 7%       | 2%   | 1%   | -     | -    | 3%      |
| Market/Standard[dode link]              | 30-08-2013 | 26% | 22% | 19% | 16%   | 9%       | 3%   | 2%   | 1%    | 1%   | 1%      |
| Gallup/Österreich                       | 30-08-2013 | 28% | 23% | 19% | 15%   | 9%       | 2%   | 2%   | 1%    | 1%   | -       |
| Meinungsraum/NEWS                       | 29-08-2013 | 27% | 24% | 19% | 14%   | 8%       | 2%   | 3%   | 2%    | -    | 1%      |
| Spectra/Vorarlberger Nachrichten        | 24-08-2013 | 27% | 25% | 19% | 14%   | 7%       | 3%   | -    | -     | -    | 5%      |
| Gallup/Österreich                       | 23-08-2013 | 28% | 24% | 18% | 15%   | 9%       | 2%   | 2%   | 1%    | 1%   | -       |
| Karmasin/Heute                          | 23-08-2013 | 28% | 25% | 20% | 15%   | 7%       | 1%   | 2%   | 1%    | 1%   | -       |
| Market/Standard                         | 15-08-2013 | 26% | 24% | 18% | 15%   | 9%       | 3%   | 2%   | 1%    | 1%   | 1%      |
| IMAS/Kronen Zeitung                     | 10-08-2013 | 27% | 25% | 20% | 13%   | 9%       | 3%   | -    | -     | -    | 3%      |
| Karmasin/Profil                         | 10-08-2013 | 28% | 25% | 18% | 16%   | 7%       | 3%   | -    | -     | -    | 3%      |
| Gallup/Österreich                       | 09-08-2013 | 28% | 25% | 17% | 16%   | 8%       | 2%   | 2%   | 1%    | 1%   | -       |
| Meinungsraum/Neos.eu                    | 08-08-2013 | 26% | 24% | 20% | 13%   | 9%       | 2%   | 3%   | 2%    | 1%   | -       |

## Uitslag
De regeringspartijen SPÖ en ÖVP die samen een "Grote Coalitie" (Große Koalition) vormden, geleid door bondskanselier Werner Faymann (SPÖ) gingen achteruit: de SPÖ, de grootste coalitiepartner, verloor 5 zetels ten opzichte van 2008, terwijl de ÖVP van vicekanselier Michael Spindelegger 4 zetels moest inleveren. Het waren de slechtste resultaten in geschiedenis van de "Grote Coalitie" ooit. Met 99 zetels wist de coalitie haar meerderheid in de Nationale Raad nipt te behouden.
De grootste verliezer van de verkiezingen was echter niet de SPÖ of de ÖVP, maar de rechtse BZÖ die in 2005 door Jörg Haider (†2008) was opgericht als gematigde afsplitsing van de FPÖ. Alle 21 zetels die de partij in de Nationale Raad bezat gingen bij de verkiezingen verloren.
De grootste winnaars van de verkiezingen waren de rechts-populistische FPÖ, de centrumlinkse GRÜNEN, de liberale NEOS en het conservatief-liberale Team Stronach. De FPÖ en de GRÜNEN gingen respectievelijk 6 en 4 zetels vooruit. De FPÖ profiteerde met name van de teloorgang van de BZÖ, terwijl de GRÜNEN juist profiteerden van het verlies van de SPÖ. NEOS en Team Stronach waren twee nieuwkomers in de Nationale Raad en kregen vanuit het niets 9 en 11 zetels.

### Nationale Raad
| Partijen                                     | Partijen                                              | Stemmen   | Percentage | Zetels | Verschil |
| -------------------------------------------- | ----------------------------------------------------- | --------- | ---------- | ------ | -------- |
|                                              | Sozialdemokratische Partei Österreichs (SPÖ)          | 1.258.605 | 26,82%     | 52     | 5        |
|                                              | Österreichische Volkspartei (ÖVP)                     | 1.125.876 | 23,99%     | 47     | 4        |
|                                              | Freiheitliche Partei Österreichs (FPÖ)                | 962.313   | 20,51%     | 40     | 6        |
|                                              | Die Grünen - Die Grüne Alternative (GRÜNE)            | 582.657   | 12,42%     | 24     | 4        |
|                                              | Team Stronach (TS)                                    | 268.679   | 5,73%      | 11     | NIEUW    |
|                                              | NEOS - Das Neue Österreich und Liberales Forum (NEOS) | 232.946   | 4,96%      | 9      | NIEUW    |
|                                              | Bündnis Zukunft Österreich (BZÖ)                      | 165.746   | 3,53%      | 0      | 21       |
|                                              | Kommunistische Partei Österreichs (KPÖ)               | 48.175    | 1,03%      | 0      | 0        |
|                                              | Piratenpartei Österreichs (PIRAT)                     | 36.265    | 0,77%      | 0      | NIEUW    |
|                                              | Christliche Partei Österreichs (CPÖ)                  | 6.647     | 0,14%      | 0      | 0        |
|                                              | Der Wandel (WANDL)                                    | 3.051     | 0,07%      | 0      | NIEUW    |
|                                              | Sozialistische Linkspartei (SLP)                      | 947       | 0,02%      | 0      | 0        |
|                                              | EU-Austrittspartei (EUSAUS)                           | 510       | 0,01%      | 0      | NIEUW    |
|                                              | Männerpartei (M)                                      | 490       | 0,01%      | 0      | NIEUW    |
| Ongeldige stemmen/ blanco stemmen            | Ongeldige stemmen/ blanco stemmen                     | 89.503    | —          | —      | —        |
| (opkomst 74,91%)                             | (opkomst 74,91%)                                      | 4.782.410 | 100%       | 183    |          |
| Bron: Bondsministerie van Binnenlandse Zaken |                                                       |           |            |        |          |

### Per deelstaat
| Bondsland uitslagen in %                     | SPÖ  | ÖVP  | FPÖ  | GRÜNE | TS   | NEOS | BZÖ  | KPÖ | Anderen |
| -------------------------------------------- | ---- | ---- | ---- | ----- | ---- | ---- | ---- | --- | ------- |
| Burgenland                                   | 37,3 | 26,8 | 17,4 | 6,8   | 5,9  | 2,8  | 2,0  | 0,5 | 0,7     |
| Karinthië                                    | 32,4 | 15,2 | 17,9 | 11,8  | 6,9  | 3,7  | 10,8 | 0,6 | 0,7     |
| Neder-Oostenrijk                             | 27,6 | 30,6 | 18,8 | 9,6   | 4,7  | 4,5  | 2,7  | 0,8 | 0,7     |
| Opper-Oostenrijk                             | 27,2 | 25,4 | 21,4 | 12,2  | 4,8  | 3,4  | 3,5  | 0,7 | 1,4     |
| Salzburg                                     | 23,0 | 26,7 | 21,2 | 14,8  | 5,2  | 4,6  | 3,2  | 0,6 | 0,7     |
| Stiermarken                                  | 23,8 | 20,9 | 24,0 | 10,6  | 10,0 | 3,9  | 3,9  | 1,8 | 1,1     |
| Tirol                                        | 18.3 | 32,3 | 19,4 | 15,2  | 5,6  | 4,9  | 3,0  | 0,7 | 0,7     |
| Vorarlberg                                   | 13.1 | 26,3 | 20,2 | 17,0  | 5,3  | 13,1 | 2,4  | 0,5 | 2,0     |
| Wenen                                        | 31,6 | 14,5 | 20,6 | 16,4  | 3,9  | 7,6  | 2,4  | 1,7 | 1,3     |
| Oostenrijk                                   | 26,8 | 24,0 | 20,5 | 12,4  | 5,7  | 5,0  | 3,5  | 1,0 | 1,0     |
| Bron: Bondsministerie van Binnenlandse Zaken |      |      |      |       |      |      |      |     |         |

## Overzichtskaarten

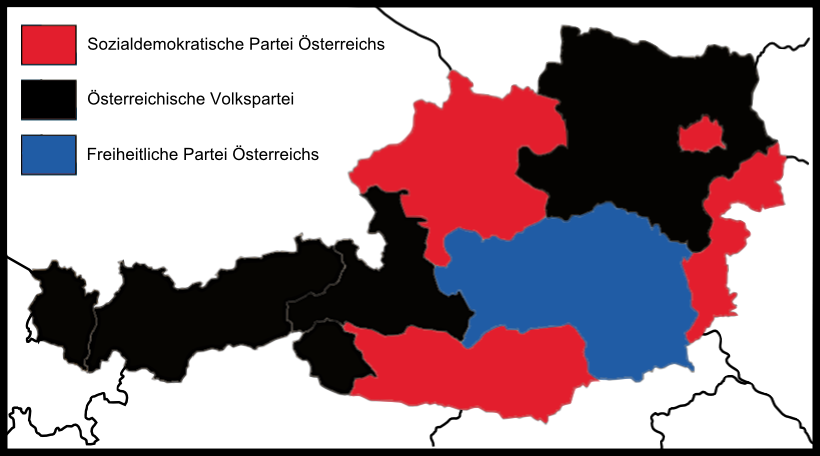

Naar Partijsterkte

## Coalitievorming
Op 9 oktober 2013 kreeg bondskanselier Werner Faymann (van de SPÖ) de opdracht van bondspresident Heinz Fischer om een nieuwe bondsregering te vormen. Een coalitie met de FPÖ sloot Faymann bij voorbaat uit. De ÖVP lag als coalitiepartner voor de SPÖ voor de hand en - hoewel er bij de SPÖ en de ÖVP er niet veel enthousiasme heerste voor het hervatten van de coalitie - de onderhandelingen over een nieuwe "Grote Coalitie" namen vrij kort na de verkiezingen hun aanvang. Na wat heen-en-weer getouwtrek trad de nieuwe bondsregering op 16 december 2013 in functie.